# Carlos Squeo
Carlos Vicente Squeo (* 4. Juni 1948 in Dock Sud, Partido Avellaneda; † 8. September 2019) war ein argentinischer Fußballspieler, der mit der Nationalmannschaft seines Heimatlandes an der Fußball-Weltmeisterschaft 1974 in Deutschland teilnahm.

## Karriere

### Vereinskarriere
Carlos Squeo, geboren im Juni 1948 in Dock Sud, einer kleinen Gemeinde im Partido Avellaneda, begann mit dem Fußballspielen direkt in der Nachbarschaft beim Racing Club, wo ihm 1969 die Aufnahme in die erste Mannschaft gelang. Nachdem der Racing Club zwei Jahre zuvor die Copa Libertadores und den Weltpokal gewonnen hatte, ging es mit den Leistungen der Mannschaft aus dem Estadio Presidente Perón mittlerweile rapide bergab. Man konnte im Ligabetrieb nicht auch nur im Ansatz ins Meisterrennen eingreifen. Einzig unterbrochen durch ein kurzes Intermezzo im Jahre 1973 bei CA Vélez Sarsfield spielte Carlos Squeo von 1969 an bis ins Jahr 1977 für den Racing Club und machte in dieser Zeit die meisten seiner 305 Ligaspiele für den Verein und erzielte die meisten seiner 34 Tore. 1984 kehrte der Angreifer noch einmal für kurze Zeit zu seinem Heimatverein zurück, aber mit bereits 36 Jahren gelang es ihm nicht, an in alten Zeiten gezeigte Leistungen anzuknüpfen.
1977 verließ Carlos Squeo den Racing Club erstmals für längere Zeit und schloss sich den Boca Juniors aus der argentinischen Hauptstadt Buenos Aires an. Mit Boca gewann er 1977 die Copa Libertadores. Im Endspiel setzte sich die Mannschaft von Trainer Juan Carlos Lorenzo, in der sich unter anderem Spieler wie etwa Hugo Gatti, Alberto Tarantini oder Roberto Mouzo befanden, gegen den brasilianischen Vertreter Cruzeiro Belo Horizonte durch, wobei das Elfmeterschießen des Entscheidungsspiels benötigt wurde, um einen Sieger herbeizuführen. Carlos Squeo wurde in allen drei Finalspielen nicht eingesetzt. Ein Jahr später konnte man den Titel verteidigen, im Finale setzten sich die Boca Juniors mit 0:0 und 4:0 gegen Kolumbiens Vertreter Deportivo Cali durch, doch auch diesmal blieb für Carlos Squeo nur das Platznehmen auf der Reservebank. Insgesamt brachte er es in drei Jahren im Trikot der Boca Juniors auf 67 Ligaeinsätze mit einem Tor, wobei er mit zunehmender Laufzeit seines Kontraktes den Stammplatz immer mehr verlor.
Ab 1979 folgte dann eine Art Pilgerreise durch die Amateurvereine des argentinischen Fußballs. Zwischen 1979 und 1987 spielte Carlos Squeo für ganze sieben Vereine, von denen wohl Instituto Atlético Central Córdoba und Belgrano Córdoba am bekanntesten sind. Nachdem der zwischenzeitlich 1984 auch noch einmal kurz zum Racing Club zurückgekehrt war, beendete Carlos Squeo seine fußballerische Laufbahn im Jahre 1987 im Trikot des Klubs CA Alumni im Alter von 39 Jahren.

### Nationalmannschaft
In den Jahren 1973 und 1974 brachte es Carlos Squeo auf neun Länderspiele für die argentinische Fußballnationalmannschaft. Ein Torerfolg gelang ihm hierbei jedoch nicht. Von Nationalcoach Vladislao Cap wurde er ins Aufgebot der Südamerikaner für die Fußball-Weltmeisterschaft 1974 in Deutschland berufen. Die argentinische Mannschaft erreichte zwar die zweite Gruppenphase, schied dort dann allerdings als Letzter hinter den Niederlanden, Brasilien und der DDR sieglos aus. Squeo wurde in den beiden Spielen der Finalrunde gegen die Niederlande (0:4) sowie Brasilien (1:2) eingesetzt.

## Erfolge
- Copa Libertadores: 2×

1977 und 1978 mit den Boca Juniors
- Weltpokal: 1×

1977 mit den Boca Juniors